# Legge sulla libertà di associazione (1901)
La legge sulla libertà di associazione del 1901 (in francese: Loi du 1er juillet 1901 relative au contrat d'association) è una norma approvata dall'Assemblea Nazionale di Parigi il 1º luglio 1901, che stabilisce la disciplina delle associazioni senza scopo di lucro in Francia e nei Paesi francofoni.
Fu attuata dal decreto del 16 agosto 1901 governo Waldeck-Rousseau, allora presidente del Consiglio e ministro dell'Interno e degli affari religiosi. Tali disposizioni non riguardano tuttavia le associazioni con sede nei tre dipartimenti annessi dall'Impero tedesco nel 1871 del Basso Reno, Alto Reno e della Mosella, che adottarono una legge tedesca, risalente al 1908.
A seconda di quanto previsto dallo statuto, la norma permette lo svolgimento di un'attività commerciale, col divieto di redistribuire i proventi, che comunque devono essere dichiarati e sono soggetti a imposizione fiscale..

## Storia
Durante l'Ancient Regime, la parola francese société era riservata alle associazioni volontarie di persone costituite con uno scopo commerciale, mentre la parola communauté ("comunità") designava tutte le altre. L'autorità reale riconosceva in linea di principio la pubblica utilità di una forma di amministrazione fondata su legami interpersonali di tipo fiduciario, pur non rinunciando a impegnarsi nella repressione delle potenziali minacce all'integrità dello Stato. Le associazioni, private dell'approvazione reale e quindi illecite, spesso continuavano ad agire in clandestinità (es. la Massoneria).
La situazione si invertì durante la Rivoluzione francese allorché l'Assemblea Nazionale decise di sciogliere tutte le comunità religiose, coloro che vi risiedevano, i commerci, i college, gli ospedali, le confraternite caritatevoli, le congregazioni, che erano divenute prospere e innumerevoli al tempo del Regime. I decreti Allarde -del 2 e 17 marzo 1791- e la legge Le Chapelier del 14 giugno 1791 riformarono le associazioni dei lavoratori e dei residenti, per difendere i loro interessi collettivi.
In conseguenza del novellato articolo 291 del codice penale del 1810, in base al quale -testualmente- «nessuna associazione di più di venti persone (...) può essere formata senza l'approvazione del governo», durante tutto il XIX secolo le associazioni di civili e di lavoratori furono proibite e duramente represse.

Nel frattempo, andava sviluppandosi un dibattito sulla libertà di associazione sia nei circoli di intellettuali sia in Parlamento. A partire dal 1864, la legislazione proibizionista vigente fu ammorbidita da una serie di interventi parlamentari, al punto che le associazioni riuscirono a svilupparsi non costituendo un pericolo immediato e concreto per l'ordine pubblico. Alla fine del XIX ° secolo, il regime repressivo risultò inutile e inadeguato.
Nel 1899, l'allora Primo Ministro Pierre Waldeck-Rousseau, nonché Ministro degli Interni e degli Affari Religiosi, presentò un disegno di legge, dal quale scaturì la cosiddetta norma sulla libertà d'associazione approvata il 1º luglio 1901. In realtà, a dispetto del nome, i dibattiti furono infiammati non tanto dall'interesse per la libertà delle associazioni, quanto piuttosto per lo status giuridico delle congregazioni religiose, com'era già accaduto al tempo della Rivoluzione. Il Parlamento non era propenso a concedere uno disciplina statutaria speciale per gli enti religiosi, preferendo invece sottoporli alla disciplina storica dell'autorizzazione statale preventiva quale pre-requisito per la loro stessa costituzione. Ad essi veniva dedicato un titolo specifico all'interno della legge.
A far data dal 1º luglio 1901, ad ogni persona in grado di contrarre fu riconosciuto il diritto di fondare delle associazioni o -per le persone giuridiche- di aderirvi, senza la necessità di alcuna autorizzazione preventiva. Attribuendo una natura contrattuale al diritto associativo, la legge garantiva che l'appartenenza a un'associazione fosse subordinata al consenso generale di tutti i membri. Gli unici divieti confermati anche dalla norma del 1901 erano riferiti a "un oggetto illecito, contrario alle leggi, al buon costume (bonnes mœurs) o finalizzato ad attaccare l'integrità territoriale della nazione e la forma repubblicana del governo". 

Le congregazioni religiose furono caratterizzate da un regime speciale -più restrittivo- che le distingueva in due tipologie: l'associazione religiosa e l'associazione diocesana. La norma imponeva l'autorizzazione preventiva ed un limite ex post, unico nel suo genere, alla titolarità di beni immobili agrari e rurali.In questo modo, la legge impediva alla chiesa la ricostituzione di latifondi terrieri mediante lasciti testamentari e l'esercizio dei diritti successori.
Negli anni successivi, la libertà d'associazione fu elevata al rango di un diritto costituzionale, altrove riconosciuto dai trattati internazionali. Negli anni '50, il numero delle associazioni in Francia crebbe di circa 5.000 nuove unità ogni anno. Questo numero raddoppiò quindi ogni dieci anni, raggiungendo 20.000 nuovi record all'anno nel '92, e 70.000 a partire dal 2010..

Nel 2008, 15,8 milioni di persone, pari ad un terzo degli individui di età pari o superiore a 16 anni, erano membri di un'associazione dichiarata.
Al 2017, risultavano oltre 1,3 milioni di associazioni attive in Francia, nelle quali trovavano impiego più di 1,8 milioni di dipendenti retribuiti..

Secondo i dati di INJEP pubblicati nel 2019, la Francia ospitava 1.5 milioni di associazioni e 22 milioni di volontari, dei quali 20.5 milioni membri di associazioni. I budget gestiti dalle associazioni ammontavano a 113,2 miliardi di euro..

## Caratteristiche di un'associazione di legge del 1901
Ai sensi della legge del 1901, un'associazione deve soddisfare le seguenti condizioni fondamentali:
1. essere composto da almeno due persone;
2. avere uno scopo diverso dalla condivisione di profitti;
3. non arricchire direttamente o indirettamente uno dei suoi membri.

Per ottenere il riconoscimento della personalità giuridica, un'associazione doveva:
1. depositare una copia dei propri statuti ufficiali in Prefettura, che a loro volta venivano pubblicati in una rivista ufficiale:
2. designare un legale rappresentante, che coincideva anche col suo amministratore.

Un'associazione non dichiarata era chiamata associazione di fatto e associazione criminale, in presenza di un fine atto a delinquere.
L'adesione (adhésion) è l'atto mediante il quale si diventa membri di un'associazione. Essa può essere aperta a tutti, riservata ad un determinato pubblico o soggetto in base a quanto stabilito dagli organi direttivi dell'associazione. Può essere soggetta a un contributo (economico), qualora lo statuto dell'associazione ne faccia menzione.
La legge consente l'iscrizione ai minori di 18 anni di età, che possono assumere anche ruoli direttivi, previo permesso dei genitori fino a 16 anni, e senza permesso fra i 16 e i 18. al di sotto dei 16 anni sono vietati gli atti che dispongono del patrimonio dell'associazione. L'articolato della norma, laddove prevede l'obbligo dell'autorizzazione preventiva dei genitori, è disapplicato dalle prefetture in quanto non compatibile con la Convenzione per i diritti dell'infanzia.
Un'associazione ha il diritto di esercitare un'attività commerciale e di produrre profitti (questo si chiama "surplus operativo"), ma questi sono probabilmente soggetti a imposte commerciali; questo è il caso, ad esempio, di associazioni del commercio equo e solidale come Artisans du monde.
Inoltre, può avere dipendenti o dirigenti retribuiti, i cui redditi vengono assoggettati ad imposizione fiscale.

La legge del 1901 non menziona le parole "presidente", "tesoriere", "segretario", né fornisce una definizione dei rispettivi ruoli. In generale, non sono previste posizioni obbligatorie e, nel caso in cui siano presenti, possono esercitare la loro professione non necessariamente nel quadro di una struttura gerarchica, ma anche "orizzontale" del tipo presidente/segretario/tesoriere.. Nel caso di associazioni registrate, l'art. 5 richiede solamente il rilascio dei dati identificativi e dei recapiti di uno o più referenti (amministratori, presidenti, direttore, collegio di solidarietà o altro). 

Per tutto ciò che non è disposto dalla norma civilistica, fa fede lo statuto associativo, che quindi deve presentare un particolare livello di dettaglio: se ad esempio lo statuto non li specifica in termini di deleghe, responsabilità e poteri decisionali, un presidente non facoltà di rappresentare l'associazione in tribunale senza un mandato specifico.

## Disciplina normativa
L'articolo 1 della legge di 1º luglio 1901:
“L'associazione è la convenzione in base alla quale due o più persone mettono in comune in modo permanente le proprie conoscenze o attività per scopi diversi dalla condivisione di profitti. La sua validità è regolata dai principi generali di legge applicabili a contratti e obbligazioni. »
L'associazione viene molto genericamente definita come un qualsiasi contratto di diritto privato. Ai membri e al direttivo è attribuito il diritto di modificare in qualsiasi momento il fine statutario, le modalità organizzative ed operative. La pubblicazione in Gazzetta Ufficiale è necessaria per il riconoscimento della personalità giuridica. La conseguente capacità giuridica conferisce:
- la facoltà di accettare o produrre diversi mezzi per finanziare le attività operativa: contributi dei membri, sussidi dello Stato o degli enti locali, libere donazioni in denaro o di altri beni mobili tangibili e trasferibili al portatore, aiuti da altre società di persone o sponsorizzazioni;
- la facoltà di firmare atti giuridici (apertura di un conto bancario, stipula di contratti assicurativi, contratti di servizio, ecc.);
- la facoltà di assumere dipendenti;
- la legittimazione attiva e passiva ad agire in giudizio avverso un'altra persona giuridica (comunque vincolata in modo restrittivo strettamente da altre disposizioni).

Sebbene le associazioni di fatto siano prive di personalità giuridica o di capacità giuridica, l'ordinamento le munisce comunque della facoltà di presentare un ricorso dinanzi al giudice amministrativo per abuso di potere, chiedendo l'annullamento di quegli atti amministrativi che incidono negativamente sugli interessi statutari che esse hanno il compito di difendere (sentenza del Consiglio di Stato n. 61310 del 31 ottobre 1969).
Si dice che la capacità giuridica di un'associazione ordinaria sia "ridotta" rispetto alla "piena" capacità giuridica delle società commerciali, poiché, salvo eccezioni, non può ricevere lasciti o donazioni diverse da quelle manuali né può possedere proprietà, ad eccezione di un complesso di beni immobili che devono essere strumentali alla realizzazione del suo oggetto.
Le associazioni possono essere formate da persone fisiche e/o giuridiche mediante una manifestazione di volontà consensuale. Tuttavia, per alcune categorie di associazioni, le disposizioni legislative o regolamentari impongono un numero di aderenti minimo più elevato. Un minore non emancipato può aderire a un'associazione, ma la sua responsabilità civile continua ad essere riflessa sui genitori o sui titolari della patria potestà. Un minore può persino creare e amministrare un'associazione e la prassi amministrativa vuole che, considerato che non hanno la capacità di compiere atti aventi valore legale, questi devono essere compiuti da un adulto o da persone dotate di potestà genitoriale, i quali assumano su di sé la relativa responsabilità civile.
Sebbene gli atti aventi valore legale debbano essere firmati dai genitori, gli amministratori -anche minorenni- sono perseguibili per la propria cattiva gestione rispetto alle regole statutarie ovvero per l'adesione ad associazioni di fatto non dichiarate/registrate e non conforme alle leggi vigenti: i titolari della patria potestà non hanno il diritto di impedire né l'adesione né, dopo i 16 anni, l'accesso dei minori al vertice di soggetti esterni al nucleo famigliare.

Non sono solamente le famiglie ad essere esautorate di ogni potere preventivo di controllo, ma anche la pubblica autorità. Contrariamente alla legge locale dell'Alsazia e della Mosella, nessuna amministrazione o ente pubblico ha il potere di controllare la dichiarazione che segna il battesimo di una nuova associazione. Tale atto, così come le dichiarazioni modificative, restano sotto la responsabilità dei rispettivi firmatari. La prefettura, o le sue diramazioni territoriali, si limitano alla verifica di sussistenza degli elementi formali previsti dalla legge e dal decreto del 1901, non attribuendo alcun valore legale preciso a queste dichiarazioni, che vengono poi interpretate dai giudici di merito, prima di tutto in relazione alla legittimazione del ricorrente e quindi alla loro ammissibilità.

## Riconoscimenti e approvazioni
La legge francese prevede la facoltà o l'obbligo di accreditamento per determinate tipologie di attività associative, per le quali la presenza dei requisiti di onorabilità e professionalità risulta particolarmente importante, al fine di prevenire danni ai singoli cittadini e alla collettività. L'accreditamento è anche concesso come facoltà per le attività che svolgono un ruolo sociale, di pubblica utilità e orientato al bene comune. 

L'accreditamento viene effettuato da un'autorità amministrativa pubblica sulla base delle leggi vigenti e, oltre a dei benefici fiscali, conferisce il diritto di voto, veto o rappresentanza all'interno di organismi nazionali del mondo associativo:
- le associazioni di interesse generale, che soddisfano criteri, quali: organizzazione democratica, senza scopo di lucro attività coerenti con le finalità e gli statuti dell'organizzazione, ecc.;
- le associazioni di pubblica utilità: persone giuridiche qualificate da una decisione del Consiglio di Stato.[1] Nel secondo trimestre del 2014, erano state riconosciute 1.950 nuove associazioni di pubblica utilità[18];
- associazioni sportive affiliate a federazioni sportive già accreditate: su delega del ministero competente (generalmente della Gioventù e dello Sport), possono ricevere una mission di servizio pubblico, che affida loro la definizione di regole tecniche ed etiche. Tali regole vengono trasmesse alle associazioni approvate e rese obbligatorie per i professionisti che svolgono qualsiasi attività governata dalla Federazione (iniziazioni, supervisione, preparazione fisica, ecc.);
- associazioni di protezione ambientale[19] e associazioni di protezione dei consumatori[20];
- federazioni, generalmente composte da un mix di associazioni e persone fisiche, distinte dalle "unioni" composte esclusivamente da persone giuridiche.

## Statuti
Lo statuto costituisce il contratto che vincola i membri dell'associazione. Il codice civile francese gli attribuisce la medesima forza e la stessa disciplina degli altri contratti di diritto privato, richiedendo una stipula da parte di contraenti in buona fede (ai sensi dell'art. 1134 del codice civile francese). Gli statuti sono obbligatori solo per le associazioni dichiarate. La forma e il contenuto dello statuto sono liberi, purché redatti in lingua francese dai fondatori dell'associazione. Si raccomanda tuttavia di menzionare alcuni aspetti, in particolare:
- il nome della struttura, lo scopo e la sede legale;
- le condizioni di ammissione ed espulsione dei membri;
- le regole operative dell'associazione;
- le condizioni per la modifica dello statuto;
- le regole e procedure nell'eventualità di scioglimento.[21].

Si raccomanda che alcune informazioni non compaiano negli statuti:
- dati che potrebbero rapidamente diventare obsoleti;
- informazioni personali.[21]

Alcuni accreditamenti e determinate attività possono richiedere la presenza di disposizioni aggiuntive:
- nell'Alsazia Mosella, sono previsti obblighi di informativa riguardanti il personale e i membri;
- se un'associazione intende vendere prodotti, è tenuta a specificarlo nello statuto;
- alcune categorie di associazioni sono vincolate al rispetto di uno statuto standard per ottenere l'approvazione statale.

Gli statuti possono essere integrati da documenti interni che regolano il funzionamento della struttura -come i regolamenti interni- redigibili sia in sede di costituzione del soggetto che successivamente. Tali documenti secondari presentano il vantaggio di essere modificabili con maggiore facilità rispetto agli statuti, potendosi meglio adattare con rapidità alle nuove situazioni.
Tutti i membri hanno il diritto di avere una copia dello statuto, prima della loro adesione, o anche dopo.

## Le prefetture dipartimentali
L'associazione elegge un domicilio in un dipartimento francese. La prefettura territorialmente competente con tale domicilio registra la creazione dell'associazione, le modifiche statutarie, i membri principali, senza poter esercitare un potere di controllo.
Su richiesta dei rappresentanti dell'associazione, può proporre statuti standard che possono essere d'ispirazione per la stesura degli statuti dell'associazione, ma gli elementi non sono in alcun modo obbligatori: non è obbligatorio avere un ufficio, un consiglio direttivo (di amministrazione), avere una ordinamento interno e una potestà decisionale democratica, ferma restando la loro utilità nel caso di conflitti potenziali interni.
Se una persona presenta una modifica di statuti, un elenco di dirigenti o gli atti di un'assemblea generale presso la prefettura, quest'ultima è obbligata a registrarli, ma non ha il potere di verificare che la persona sia autorizzata a effettuare questa registrazione; in caso di frode, l'associazione può quindi ricorrere a un tribunale, che notoriamente applicherà gli statuti associativi ed eventualmente potrà condannare l'associazione.

## Regime fiscale
Alle associazioni si applica il regime fiscale riservato ai soggetti di imposizione privi di fini di lucro, che sono pertanto esentati dalle cosiddette imposte commerciali: IVA, imposta sulle società e contributo economico territoriale. Tuttavia, questa non tassazione è il risultato di misure di emergenza che richiedono il rispetto di un certo numero di condizioni..
Tali criteri riguardano la gestione dirigenziale priva di interesse economico (diretto o indiretto), l'assenza di distribuzione degli utili e la concorrenza della loro attività commerciale in relazione alla "regola 4P": Prodotto, Pubblico, Prezzo, Pubblicità.
Vige una presunzione aprioristica dell'assenza di fine lucrativo, che successivamente l'amministrazione fiscale o un tribunale possono riqualificare come associazione a scopo di lucro, determinando la revoca dei benefici fiscali e la loro assimilazione a quelli delle società commerciali, per il resto lasciando immutato lo status giuridico dell'associazione e quindi la sua capacità giuridica limitata. In altre parole, qualora esista un contratto commerciale sotteso, la sua rilevazione d'ufficio risulta penalizzante, in quanto il suo perimetro si estende non oltre il diritto tributario, determinando la perdita dei vantaggi economici senza l'acquisizione dei diritti legali propri della forma della società commerciale.

Una prassi diffusa -anche nelle amministrazioni responsabili della consulenza alle persone- intende l'associazione come una sorta di "periodo di prova" propedeutico alla fondazione di un'azienda commerciale vera e propria. Tuttavia, questo aspetto non è regolato dalla normativa fiscale che prevede:
- l'imposta sul reddito delle società in caso di beneficio;:
- un'imposta fissa annuale per un giro d'affari superiore ai 76.224 euro;
- l'IVA se il loro fatturato supera 76,224 euro per la vendita di beni, servizi di catering o di alloggio, o i 26.680 euro per tutte le altre attività di servizi;
- la tassa professionale, fatta salva la franchigia dei 38.112 euro.[senza fonte]}

In questo senso, potrebbe essere più opportuna una società in partecipazione. Il criterio fondamentale che caratterizza le associazioni senza scopo di lucro è il fatto che gli utili non vengono distribuiti, ma portati a nuovo e destinati alla varie riserve di bilancio.
Le donazioni a un'associazione di interesse generale (che non sono soggette al riconoscimento preventivo da parte dell'amministrazione, diversamente dalle Associazioni riconosciute come di pubblica utilità), danno diritto a una riduzione fiscale del 60% per le donazioni fatte dalle aziende e addirittura del 66% per le donazioni da parte di individui (75% nel caso delle cosiddette associazioni beneficiarie dalla legge Coluche).
Al fine emettere una ricevuta fiscale che consenta ai donatori di beneficiare di una riduzione fiscale, devono non solo essere qualificate come associazioni di interesse generale, ma anche più concretamente avere una gestione priva di interesse economico.

La presenza di un singolo dipendente determina automaticamente l'attribuzione di una natura commerciale e l'iscrizione nel registro Sirene, tenuto dal Centre de formales des entreprises (CFE) des Impôts dell'ISTAt francese, cui viene assegnato un codice identificativo interno: le associazioni che pagano le tasse o ricevono sussidi statali devono presentare domanda di registrazione presso il CFE.

## Responsabilità giuridica
Quando ha una personalità giuridica, l'associazione può essere sanzionata sia in sede civile (risarcimento danni) che in sede penale (scioglimento, penale pecuniario come il pagamento di un'ammenda).
Anche se un leader rappresenta l'associazione in tribunale, è la personalità giuridica dell'associazione ad essere condannata, mentre i membri sono soggetti ad altre fattispecie di reato, come la cattiva gestione. 

Tuttavia, l'associazione può dissociarsi da uno o più dei suoi membri, agire in giudizio contro di essi e chiedere che siano i singoli membri a rispondere delle proprie responsabilità. Per quanto riguarda gli amministratori, la loro responsabilità è valutata dal tribunale sulla base di fatti materiali: possono eventualmente essere condannati per atti compiuti da altre persone (articolo 1384 del codice civile: "Siamo responsabili non solo del danno che causiamo con il nostro atto, ma anche di ciò che è causato dall'atto delle persone per le quali dobbiamo rispondere o delle cose che abbiamo a nostra cura").
Il concetto di responsabilità è alquanto complesso: un'associazione non ha titolo per contestare a uno solo dei suoi membri di aver mancato ai propri obblighi (ad esempio, la cattiva gestione) qualora quest'ultimo non abbia avuto chiaro mandato da parte dell'associazione -descritto nello statuto o in una decisione del consiglio direttivo- e/o non abbia avuto a disposizione le risorse (materiali, finanziarie, di formazione e di esperienza) necessarie per svolgere il proprio mandato.
In ogni caso, ciascun membro (responsabile dell'associazione o meno) deve rispondere per i propri atti ai sensi dell'articolo L121-1 del codice penale ( "Nessuno è responsabile penalmente tranne che per i propri fatti", natura personale della responsabilità penale) e articoli del codice civile 1240 (dell'ordinanza del 10 febbraio 2016) ( "Qualsiasi atto di qualsiasi uomo, che arrechi danno ad altri, obbliga colui per colpa del quale [il danno] è avvenuto, a ripararlo" ) e 1241 ( "Ognuno è responsabile per il danno che ha causato non solo da un suo atto, ma anche da una propria negligenza o disattenzione").

## Il regime "speciale" delle congregazioni religiose
Il Titolo III della legge 1º luglio 1901 sottopone le congregazioni religiose a un regime specifico.

Nel 2018, alcuni giuristi hanno ritenuto che le norme applicate alle congregazioni fossero in contraddizione con la giurisprudenza della Corte europea dei diritti dell'uomo (CEDU) e contravvenissero agli articoli 9, 10 e 14 della Convenzione europea dei diritti dell'uomo..

## Coordinamento associativo
Il coordinamento associativo riunisce associazioni, gruppi e federazioni di associazioni per settore di attività (solidarietà internazionale, ambiente, sport, ecc.). Organizzazioni come il Comitato olimpico e sportivo nazionale francese (CNOSF), Coordinamento SUD o Education League rientrano in questa categoria.
Le Mouvement associatif rappresenta circa 600.000 associazioni, quasi la metà di quelle esistenti al 2019 in Francia, perché il mondo associativo sia riconosciuto come attore collettivo, sociale e politico a sé stante.
L'associazione di pubblica utilità La Fonda, fondata nel 1981, è un luogo di dibattito sul ruolo mondo associativo, relativamente alla creazione di valore economico e sociale, alla vita comunitaria e democratica del Paese.

## Procedure amministrative
Lanciato all'inizio del 2009, Mon.service-public.fr è un portale web della pubblica amministrazione francese aperto a tutti i cittadini per la creazione di imprese o nuove associazioni..